# Cameron Beaubier
Cameron Charles Beaubier (Roseville, 6 dicembre 1992) è un pilota motociclistico statunitense.
Vincitore di sei titoli nazionali nel MotoAmerica: uno nella classe Daytona Sportbike nel 2013 e cinque in Superbike nel 2015, 2016, 2018, 2019 e 2020.

## Carriera
Ha iniziato la sua carriera internazionale nel motociclismo essendo stato scelto con altri due piloti statunitensi per partecipare alla Red Bull Rookies Cup del 2007; nell'ambito della stessa iniziativa ha partecipato nel 2008 al campionato di velocità spagnolo prima di essere chiamato a far parte del team Red Bull KTM Motorsport per partecipare alle gare del motomondiale - classe 125.
Nel 2009 esordisce così con la KTM FRR 125 del team ufficiale avendo come compagno di squadra Marc Márquez e, al termine della stagione, si piazza al 29º posto in classifica generale.
Dal 2010 è passato invece a correre nel campionato statunitense AMA prima nella categoria Supersport alla guida di una Yamaha YZF-R6 ed in seguito dal 2011 nella categoria Daytona Sportbike. 
Nel 2013 vince la 200 Miglia di Daytona, chiudendo primo anche il campionato Statunitense nella classe Daytona Sportbike, guidando una Yamaha YZF-R6. Ottiene il suo secondo titolo in ambito nazionale, vincendo nel 2015 il campionato MotoAmerica Superbike con una Yamaha YZF R1. Torna a disputare delle gare mondiali nel 2016, quando viene chiamato nel mondiale Superbike a sostituire l'infortunato Sylvain Guintoli in sella alla Yamaha YZF-R1 del team Pata Yamaha. Ottiene sei punti e chiude ventiseiesimo in classifica piloti. Nello stesso anno nel MotoAmerica conquista il suo secondo titolo Superbike, risultato che replica nel 2018, 2019 e 2020.
Nel 2021 torna a correre nel motomondiale, nella classe Moto2, alla guida della Kalex del team American Racing; il compagno di squadra è Marcos Ramírez. Ottiene come miglior risultato due quinti posti (Americhe e Algarve) e chiude la stagione al quindicesimo posto con 50 punti. Nel 2022 rimane con lo stesso team della stagione precedente, il compagno di squadra è Sean Dylan Kelly. In occasione del Gran Premio del Texas ottiene la sua prima pole position, mentre il miglior risultato in gara è il quarto posto conquistato al GP di Francia. chiude il campionato al diciassettesimo posto.

## Risultati in gara

### Motomondiale
| 2009 | Classe | Moto |    |    |    |     |    |    |     |    |    |     |    |    |    |     |     |    |     |  |  |  |  |  | Punti | Pos. |
| ---- | ------ | ---- | -- | -- | -- | --- | -- | -- | --- | -- | -- | --- | -- | -- | -- | --- | --- | -- | --- |  |  |  |  |  | ----- | ---- |
| 2009 | 125    | KTM  | 16 | 16 | 15 | Rit | NQ | 18 | Rit | NE | 14 | Rit | NP | 19 | 22 | Rit | Rit | 17 | Rit |  |  |  |  |  | 3     | 29º  |

| 2021 | Classe | Moto  |    |     |   |     |     |   |    |    |    |     |    |     |    |    |   |     |   |    |  |  |  |  | Punti | Pos. |
| ---- | ------ | ----- | -- | --- | - | --- | --- | - | -- | -- | -- | --- | -- | --- | -- | -- | - | --- | - | -- |  |  |  |  | ----- | ---- |
| 2021 | Moto2  | Kalex | 11 | Rit | 9 | Rit | Rit | 8 | 19 | 10 | 16 | Rit | 20 | Rit | 14 | 21 | 5 | Rit | 5 | 21 |  |  |  |  | 50    | 15º  |

| 2022 | Classe | Moto  |   |    |    |     |     |     |   |   |     |    |     |     |    |    |    |    |     |   |   |     |  |  | Punti | Pos. |
| ---- | ------ | ----- | - | -- | -- | --- | --- | --- | - | - | --- | -- | --- | --- | -- | -- | -- | -- | --- | - | - | --- |  |  | ----- | ---- |
| 2022 | Moto2  | Kalex | 9 | 12 | 11 | Rit | Rit | Rit | 4 | 7 | Rit | 14 | Rit | Rit | 13 | 14 | 11 | 11 | Rit | 7 | 7 | Rit |  |  | 73    | 17º  |

| Legenda | 1º posto        | 2º posto            | 3º posto            | A punti      | Senza punti        | Grassetto – Pole position Corsivo – Giro più veloce |
| Legenda | Gara non valida | Non qual./Non part. | Ritirato/Non class. | Squalificato | '-' Dato non disp. | Grassetto – Pole position Corsivo – Giro più veloce |

### Campionato mondiale Superbike
| 2016 | Moto   |  |  |  |  |  |  |  |  |  |  |  |  |     |    |  |  |  |  |  |  |  |  |  |  |  |  |  |  | Punti | Pos. |
| ---- | ------ |  |  |  |  |  |  |  |  |  |  |  |  | --- | -- |  |  |  |  |  |  |  |  |  |  |  |  |  |  | ----- | ---- |
| 2016 | Yamaha |  |  |  |  |  |  |  |  |  |  |  |  | Rit | 10 |  |  |  |  |  |  |  |  |  |  |  |  |  |  | 6     | 26º  |

| Legenda | 1º posto        | 2º posto            | 3º posto           | A punti      | Senza punti        | Grassetto – Pole position Corsivo – Giro più veloce |
| Legenda | Gara non valida | Non qual./Non part. | Ritirato/Non class | Squalificato | '-' Dato non disp. | Grassetto – Pole position Corsivo – Giro più veloce |